# 呷衣乡
呷衣乡，是中华人民共和国四川省甘孜藏族自治州石渠县下辖的一个乡镇级行政单位。

## 行政区划
呷衣乡下辖以下地区：
呷依村、俄布村、尼达村、八若村、扎绒村、当拉村、俄青村和觉吉村。